# Deutsches Meisterschaftsrudern 1902
Das 21. Deutsche Meisterschaftsrudern wurde 1902 in Berlin ausgetragen. Wie in den Jahren zuvor wurde nur im Einer der Männer ein Meister ermittelt. Deutscher Meister wurde Carl Ekkehard Ernst von der RG Wiking Berlin.

## Medaillengewinner
| Bootsklasse | Gold                                   | Silber                          | Bronze                                 |
| ----------- | -------------------------------------- | ------------------------------- | -------------------------------------- |
| Einer       | Carl Ekkehard Ernst (RG Wiking Berlin) | Otto Noack (Spindlersfelder RV) | Julius Franck (RC Allemannia von 1866) |